# Michael Phillips (escritor)
Michael Phillips es un autor y editor de ficción cristiana y un estudioso de George MacDonald.

## Biografía
Michael Phillips se graduó en 1969 de la Universidad Estatal de Humboldt con un título en física y ha dirigido librerías independientes tanto en California como en Oregón. Ha escrito para el mercado cristiano desde 1977 y es autor de más de cien libros. Phillips es reconocido como uno de los principales novelistas del auge de la ficción cristiana de la década de 1980, mientras que sus libros han sido traducidos a ocho idiomas diferentes. Además de su propio trabajo, ha publicado ochenta títulos sobre y de George MacDonald, incluyendo "George MacDonald: Scotland's Beloved Storyteller and The Cullen Collection".
Phillips se desempeñó como editor general de la Serie Masterline de cuatro monografías literarias centradas en McDonald, incluidos volúmenes de Ronald MacDonald, Rolland Hein, David Robb y Richard Reis, y publicó dieciocho ediciones editadas de las novelas de MacDonald entre 1982 y 2006.

## Recepción crítica
Phillips ha sido acreditado como "los primeros esfuerzos para reintroducir las novelas de MacDonald, mientras que su Colección Cullen ha sido elogiada como "ejemplos del tremendo progreso que se ha logrado recientemente en las versiones impresas". John Pennington, profesor de inglés en el St. Norbert College, expresó preocupaciones sobre los intentos de Phillips "de promover a MacDonald como un cristiano conservador cuyo mensaje es necesario para alejar a una sociedad impía", al tiempo que elogió George MacDonald: Una Vida de Escritor por "perseguir obstinadamente, en el buen sentido, las diferentes ediciones de novelas particulares para determinar cuál es la edición más confiable que se acerca más a la visión de MacDonald".